# Gaj Singh

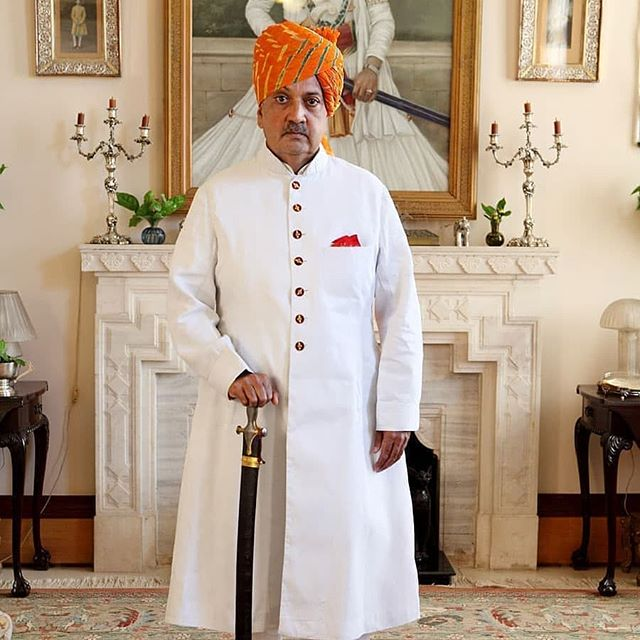
Gaj Singh

Gaj Singh (ehemals Raj Rajeshwar Saramad-i-Raja-i-Hind Maharajadhiraja Maharaja Shri Gaj Singhji II Sahib Bahadur, Maharaja of Marwar, * 13. Januar 1948 in Jodhpur) trug von 1952 bis 1971 den Titel eines Maharadscha von Marwar; er war überdies Mitglied des Indischen Parlaments und Hochkommissar des Commonwealth.

## Geschichte
Gaj Singh war der Sohn von Maharadscha Hanwant Singh und dessen erster Frau, der Prinzessin Krishna Kumari von Dhrangadhra in Gujarat. Nach dem frühen Tod seines Vaters bei einem Flugzeugabsturz im Januar 1952 wurde er im Alter von nur 4 Jahren inthronisiert. Im Alter von 8 Jahren wurde er auf eine englische Schule geschickt; später besuchte er das Eton College und das Christ Church College, wo er Philosophy, Politics and Economics studierte. Im Jahr 1970 kehrte er nach Jodhpur zurück, um sich seinen Aufgaben als Maharadscha zu widmen – ein Amt, welches ein Jahr später durch eine Verfassungsänderung abgeschafft wurde. Im Jahr 1973 heiratete er die kaschmirische Prinzessin Hemalata, die ihm eine Tochter und einen Sohn schenkte. Im weiteren Verlauf seines Lebens war er unter anderem als indischer Hochkommissar in Trinidad und Tobago tätig.
Im Jahr 1992 stiftete er im Gedenken an seine verstorbene Mutter eine Ganztags-Mädchenschule.

## Orden und Ehrenzeichen
- Friedensbaum-Gedenkmedaille (Englische Sprache: Memorial Medal of Tree of Peace), Sonderklasse mit Rubinen (2022).[2]